# Шут-рестлинг
Шут-рестлинг (англ. Shoot wrestling) — боевой вид спорта, который берет свое начало в японском рестлинге 1970-х годов. 
Рестлеры той эпохи пытались использовать более реалистичные или даже полноконтактные удары в своих матчах, чтобы повысить их зрелищность. Название «шут-рестлинг» происходит от термина рестлинга «шут» (англ. shoot), который обозначает любое незапланированное событие в рамках сценария рестлинга. До появления современного шут-рестлинга этот термин широко использовался в рестлинге, особенно в Великобритании, как синоним кэтча. Шут-рестлинг может использоваться для описания ряда гибридных боевых систем и стилей смешанных боевых искусств, применяемых в промоушенах Shooto, Pancrase и RINGS.

## История
Исторически сложилось так, что на шут-рестлинг оказали влияние многие боевые искусства, наиболее влиятельным из которых является кэтч, а также вольная борьба, греко-римская борьба, а затем самбо, карате, муай-тай и дзюдо на более поздних стадиях развития этого вида спорта.
Карл Готч — одна из самых важных фигур в развитии шут-рестлинга. Карл Готч начал свой путь в рестлинг в немецких и североамериканских компаниях где добился умеренного успеха. Однако именно в его поездках по Японии произошло раннее становление шут-рестлинга. Готч был учеником зала «Змеиная яма», которым руководил известный кэтч-борец Билли Райли из Уигана. Этот зал был центром изучения болевых приёмов, которая практиковалась в шахтерском городке Уиган и была известна как catch-as-catch-can. Именно здесь Карл Готч оттачивал свои навыки борьбы с захватами. Карл Готч также ездил в Индию, чтобы попрактиковаться в кушти. Готч приобрел легендарный статус в Японии, получив прозвище «Бог борьбы». В 1970-х годах он обучал захватам и броскам, основанным на кэтче, таких рестлеров, как Антонио Иноки, Тацуми Фудзинами, Ёсиаки Фудзивара, Сатору Саяма, Масами Соранака и Акира Маэда. Большинство из этих рестлеров уже имели опыт занятий боевыми искусствами. Масами Соранака был учеником полноконтактного каратэ, кодокан дзюдо и сумо. Йошиаки Фудзивара уже имел черный пояс по дзюдо, а Сатору Саяма изучал муай-тай с Тошио Фудзиварой и продолжил изучение самбо с Виктором Кога. В конечном итоге это привело к тому, что в стиль добавилось влияние каратэ, муай-тай и дзюдо.
Один из учеников Готча, Антонио Иноки, провел серию матчей по смешанным единоборствам, в которых он противопоставил свой стронг-стайл рестлинга, другим боевым искусствам, пытаясь показать, что рестлинг и шут-рестлинг являются самыми сильными боевыми дисциплинами. В дальнейшем Иноки стал обучать этим боевым приемам новое поколение борцов в додзе своего рестлинг-промоушена New Japan Pro-Wrestling.
Позже многие рестлеры заинтересовались продвижением этого более реалистичного стиля рестлинга, и в 1984 году была создана Universal Wrestling Federation. UWF была организацией рестлинга, которая пропагандировала шут-рестлинг и стронг-стайл. Несмотря на предопределенность результатов, UWF демонстрировала эффективные и практичные приемы боевых искусств, которые применялись с силой. Организация даже проводила некоторые легальные бои по смешанным единоборствам, в которых рестлеры UWF могли проверить свои техники шут-рестлинга против бойцов других стилей. После распада Universal Wrestling Federation шут-рестлинг разделился на несколько дисциплин.